# Filips II van Daun-Oberstein

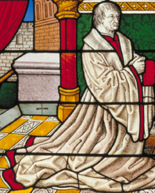
Aartsbisschop Filips II van Daun-Oberstein afgebeeld op een glas-in-lood raam van de Dom van Keulen

Filips II van Daun-Oberstein (Duits: Philipp II von Daun-Oberstein) (1463 - Bonn, 12 februari 1515) was van 1508 tot aan zijn dood aartsbisschop van Keulen.  

## Leven

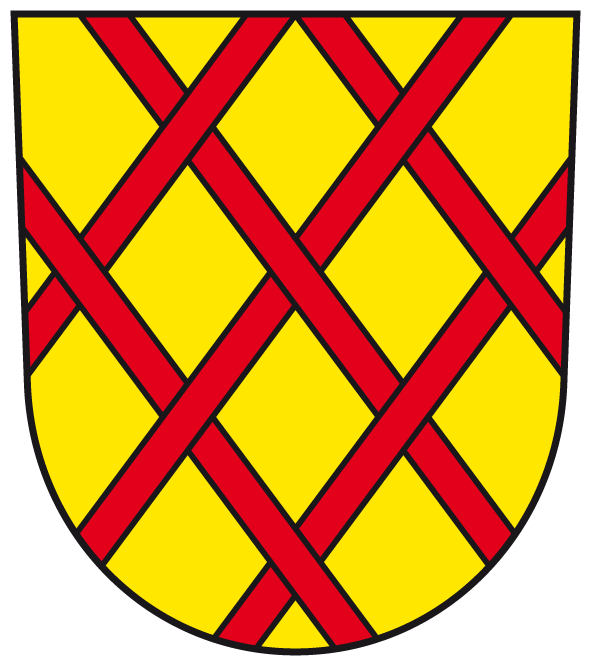
Wapen van de adellijke familie van Daun

Filips stamde uit de adellijke familie Daun-Oberstein. Hij was de derde zoon van baron Wirich IV van Daun-Oberstein (1418-1501) en zijn vrouw gravin Margaretha van Leiningen-Hardenburg - Kyburg. Hij had drie broers en vier zussen.
De Palts-lijn van de Dauners wist voor de latergeboren zonen, waaronder Filips, al op een jonge leeftijd een kanunnike positie veilig te stellen. Op 25 jarige leeftijd benoemde het domkapittel van Keulen hem tott scholaster. Nog geen jaar later werd hij aangestel als deken. Ook was hij kapittelheer in Trier. Op 13 november 1508 werd hij verkozen tot aartsbisschop van Keulen. Hij versloeg hertog Erik II van Saksen-Lauenburg, die vervolgens zijn kandidatuur introk en bisschop van Münster werd. Minder dan drie maanden na zijn verkiezing, op 31 januari 1509, ontving hij de pauselijke bevestiging. Hij werd hij op 3 april 1509 benoemd tot pauselijk legaat. Op 14 november 1509 werd hij tot bisschop gewijd door de bisschop van Luik, Erard de La Marck. Van Daun nam de hofregels van zijn voorganger ongewijzigd over. Net als zijn voorganger kwam hij met de stad Keulen in conflict over soevereine rechten. Zijn regelmatige provinciale synodes zijn bekend vanwege zijn geestelijk werk.
Van Daun-Oberstein overleed in in 1515 te Bonn (Poppelsdorf) en werd begraven in de Dom van Keulen, naast zijn voorganger Hermann IV van Hessen. 

## Als gedeputeerde namens de Keizer van het Heilige Roomse Rijk
In 1498 benoemde keizer Maximiliaan I zijn veldheer hertog Albrecht III van Saksen tot potestaat van Friesland, met inbegrip van de in die tijd machtigste stad van de regio Groningen en haar Ommelanden. Na zijn overlijden kreeg erfde zijn zoon George van Saksen het potestaatschap. Vanaf 1505 probeerde de hertog de onafhankelijke stad Groningen in zijn bezit te krijgen. Hij kreeg hierbij hulp van graaf Edzard I van Oost-Friesland. Toen Edzard zich na deze gezamenlijke belegering in 1506 plotseling inliet met de Groningers en zich kort daarop liet inhuldigen als beschermheer van de stad, was George ontsteld. De hertog van Saksen daagde de graaf van Oost-Friesland voor de Keizer en deed zijn beklag bij de paus. Pas in 1511 lukte het hem om een gerechtelijk onderzoek te laten starten naar de kwestie. 
Van Daun-Oberstein werd samen met Willem II van Gulik-Berg (hertog van Gulik, en Berg) en een landscommissaris van de heren van Koblenz in 1511 door keizer Maximiliaan I aangesteld als vertegenwoordiger en gedeputeerde namens de Keizerlijke majesteit en het Heilige Roomse Rijk. Zij werden gemachtigd als rechter in het geschil tussen hertog van Saksen, de graaf van Oost-Friesland en de inwoners van de stad Groningen. De Keizer riep alle partijen op om op 4 augustus 1511 bijeen te komen in Neuss. De graaf van Oost-Friesland zond enkele vertegenwoordigers, waaronder Hisko Abdena (proost van Emden). De stad Groningen zond haar pastoor en twee van haar burgemeesters, waaronder Peter Sickinghe. De hertog van Saksen liet zich vertegenwoordigen door Everwijn II van Bentheim-Steinfurt (graaf van Bentheim-Steinfurt en stadhouder van Friesland) en enkele andere Saksische heren. Frederik van Baden, bisschop van Utrecht, zond een gezant met enkele geschriften naar de bijeenkomst. De heren van Saksen en de bisschop van Utrecht beklaagden zich. De graaf van Oost-Friesland en de stad Groningen werd om uitleg gevraagd.  
De gedeputeerde heren en rechters, waaronder Van Daun-Oberstein, lieten alles op schrift stellen en de zaak werd enige tijd later door de keurvorsten en de keizer van het Heilige Roomse Rijk besproken. In de uitspraak die daarop volgde werd Edzard gedwongen om zich met de hertog van Saksen te verzoenen en zijn landen aan hem over te dragen. Toen Edzard hier geen gehoor aan gaf en ook niet meer voor de Keizer kwam opdagen, werd hij in 1513 door Maximiliaan in de rijksban gedaan. De hele zaak maakte onderdeel uit van de Saksische Vete. 
- Gemeinsame Normdatei: 135671795
- Virtual International Authority File: 28295470